# Клюшников, Виктор Петрович
Ви́ктор Петро́вич Клю́шников (10 [22] марта 1841 года, Смоленская губерния — 7 [19] ноября 1892 года, Санкт-Петербург) — русский писатель

-беллетрист, редактор.

## Биография
Происходил из дворян Гжатского уезда Смоленской губернии. Родился в селе Алексиановка 10 (22) марта 1841 года. В детстве находился под влиянием своего дяди Ивана Петровича Клюшникова. Затем учился в 4-й московской гимназии, в стенах которой преподаватель русского языка, поэт В. И. Красов, развил в нём вкус к литературным занятиям. Окончил гимназию в 1857 году с золотой медалью, в 1861 году — естественное отделение физико-математического факультета Московского университета. Окончив курс кандидатом, несколько месяцев прожил в имении дяди (Сумской уезд Харьковской губернии), известного в 1840-х годах поэта И. П. Клюшникова. 
В 1862 году поступил младшим помощником секретаря VIII департамента Сената в Москве, где прослужил около года. Клюшников обратил на себя внимание читателей напечатанным в 1864 году в «Русском вестнике» романом «Марево». Это — одно из наиболее резких «антинигилистических» произведений того времени. Движение 1860-х годов казалось Клюшникову полным противоречий, дрянных и низменных деяний, а его герои — честолюбцами, ищущими лишь личной славы и выгоды. Размышляя об общественном движении, герой романа обращается к личному архиву дяди, прототипом которого выступил И. П. Клюшников: в романе фигурирует переписка дяди с известными людьми (Н. В. Станкевич, В. Г. Белинский; доказано, что эти тексты не являются подлинными фрагментами писем исторических лиц). Роман вызвал ряд резких отзывов, из которых особенной едкостью отличалась статья Писарева, называвшего автора «с позволения сказать г-н Клюшников».
Кроме «Русского вестника», сотрудничал в «Московских ведомостях», «Литературной библиотеке» Юрия Богушевича и «Заре» Василия Кашпирёва. В 1870 году он был приглашён в редакторы только что основанного журнала «Нива». В 1876 году он оставил это издание и стал издавать собственный иллюстрированный журнал «Кругозор», на выпуске которого разорился. В 1877 году редактировал газету «Современник». Он же редактировал трёхтомный «Всенаучный (энциклопедический) словарь», составлявший приложение к «Кругозору» (СПб., 1877—1882). Позже заведовал одним из отделов «Московских ведомостей», а затем перешёл в «Русский вестник», который и редактировал до 1887 года. В 1887—1892 годах вновь редактировал «Ниву».
Из его беллетристических произведений выделяются ещё «Немая» (1864), «Большие корабли» (1866), «Цыгане» (1869), «Не-Марево» (1871), «Барышни и барыни», «Danse macabre», a также повести для юношества «Другая жизнь» (1865), «При Петре» (1872, совместно с В. Кельсиевым), «Семья вольнодумцев» (1872, совместно с П. Петровым), «Государь-отрок» (1880).
В 1865—1865 годах перевёл несколько английских романов на русский язык: «Наш общий друг» Чарльза Диккенса, «Оливия Ротсей», «Моя невестка» и «Лунный камень» Уилки Коллинза.
Скончался 7(19) ноября 1892 года в Москве. Похоронен на Даниловском кладбище.